# Bùi Đình Thảo
Đặng Đức Ngao thường được biết đến với bút danh Bùi Đình Thảo (1931-1997) là nhạc sĩ người Việt Nam, được tặng Giải thưởng Nhà nước về Văn học Nghệ thuật năm 2022.

## Tiểu sử
Nhạc sĩ Bùi Đình Thảo, tên đầy đủ là Đặng Đức Ngao, sinh ngày 4-2-1931 tại Đồng Văn, thị xã Duy Tiên, tỉnh Hà Nam. Ông bắt đầu tự sáng tác những bài hát khi công tác tuyên truyền văn nghệ trong vùng ở Hà Nam vào năm 1956. Bài hát Tiếng hát quê ta là bài hát đầu tiên của ông được công chúng biết đến. Sau khi tốt nghiệp đại học, ông sáng tác tại Nhạc viện Hà Nội với bản giao hưởng thơ Mùa xuân Hồ Chí Minh-Mùa xuân thống nhất, Bùi Đình Thảo hoạt động sáng tác chuyên nghiệp đồng thời tham gia các công tác quản lý văn hóa, nghệ thuật tại địa phương.

## Phong cách nghệ thuật
Bùi Đình Thảo sinh ra tại Hà Nam và suốt đời gắn bó với Hà Nam, nơi có truyền thống hát văn, hát chèo và hát dặm, nền âm nhạc của ông có giai điệu dung dị, đầm ấm, mềm mại, mang âm hưởng âm nhạc dân gian và mang miêu tả con người và thiên nhiên quê hương và trong nhiều đề tài khác, không chỉ trong ca khúc mà trong nhiều thể loại khác như nhạc sân khấu chèo, múa rối, kịch nói, ca cảnh và tổ khúc hát múa. Nhạc cho múa của Bùi Đình Thảo có nhiều tác phẩm đoạt giải trong đó có Giải thưởng Văn học Nghệ thuật Nguyễn Khuyến, 

## Các sáng tác[5]
- Giao hưởng thơ Mùa xuân Hồ Chí Minh – Mùa xuân thống nhất (1978)
- Các ca khúc nổi bật:

- Gửi người yêu dấu (1957)
- Chuyện vợ chồng ông Ba (1958)
- Em cấy khác xưa (1959)
- Theo Đảng ta đi (1960)
- Đi học (1970, phổ thơ Minh Chính)
- Em đi giữa biển vàng (1975)
- Bàn tay mẹ (1976)
- Đời con tung cánh (1976)
- Sách bút thân yêu ơi (1977)
- Bà thương em (1978)
- Chúng em làm chị Tấm (1979)
- Tay thơm tay ngoan (1980)
- Thư biên giới (1981)
- Tiếng hát vào ca (1981)
- Lúa uốn câu (1982)
- Cây lúa tình em (1983)
- Xôn xao Cúc Phương (1983)
- Lời ca từ biên cương phía Bắc (1984)
- Bác còn sống mãi (1985)

## Qua đời
Nhạc sĩ Bùi Đình Thảo mất ngày 22-12-1997 tại nhà riêng ở phường Đồng Văn sau một thời gian dài bị bệnh viêm phổi năng, hưởng thọ 66 tuổi.

## Vinh danh
- Giải thưởng Nhà nước về Văn học Nghệ thuật năm 2022